# اوتوی (کبک)
اوتوی (به فرانسوی: Auteuil) یک محله در کانادا است که در استان کبک واقع شده‌است.